# Parwin Pazwak
Parwin Pazwak (persisch پروین پژواک; * 1967 in Kabul) ist eine afghanische Kinderärztin, Dichterin und Schriftstellerin.
Pazwak wuchs in einer politisch und literarisch interessierten Familie auf. Sie besuchte das französische Malalai-Mädchengymnasium und studierte anschließend Medizin am Avicenna-Institut in Kabul. Neben ihrer Arbeit als Kinderärztin verfasste Parwin Pazwak Gedichte und Kurzgeschichten, die sich auch an Kinder wandten. Zudem widmete sie sich der Malerei. Als Flüchtling verbrachte sie zwei Jahre in Pakistan und lebt nun mit ihrem Mann und ihren Kindern in Ontario, Kanada.

## Werke (Auswahl)
- Meer und Raureif (Darya wa Shabnam)
- Edelsteine und Sterne (Negina O Setara)